# 星豹蛛
星豹蛛（学名：Pardosa astrigera），又名黑豹蛛，为狼蛛科豹蛛属的动物。分布于日本、朝鲜、台湾岛以及中国大陆的广东、福建、江西、湖南、湖北、江苏、浙江、安徽、河北、山西、辽宁、吉林等地，多生活于旱地、果园以及草地。该物种的模式产地在日本。